# Jean-Honoré Fragonard
Jean-Honoré Fragonard, född 5 april 1732 i Grasse, Frankrike, död 22 augusti 1806 i Paris, var en fransk målare och tecknare under rokokoepoken. Han var kusin till Honoré Fragonard, gift med Marie-Anne Fragonard sedan 1769 och far till Alexandre-Évariste Fragonard.

## Biografi
Jean-Honoré Fragonard kom som 18-åring i lära hos Chardin och blev senare elev till Boucher, vilken 1752 hjälpte honom att få Rompriset. År 1756 reste Fragonard till Italien, där han studerade Giovanni Battista Tiepolo och andra neapolitanska konstnärer men särskilt ägnade sig åt landskapsstudier i Roms omgivningar. Hans rödkritteckningar från Tivoli är framstående och visar på en modern konstuppfattning. Hösten 1761 var han åter i Paris. Efter utställandet av historiemålningen Översteprästen Coresus offrar sig för att rädda Callirrhoe 1765 antogs han vid målarakademin. De förhoppningar som allmänt hystes, att Fragonard skulle ägna sig åt måleri i den stora stilen, infriades ej. Istället ägnade sig Fragonard åt landskaps- och genremåleri, gärna med erotiska motiv. Fragonard utsågs 1793 till chef för Musée des Arts, nuvarande Louvren.
Både som målare och tecknare var Fragonard mycket effektiv. Fragonard målade med stor skicklighet och skiftande maner och teknik. Han är mest känd för sina målningar av förälskade par i trädgårdar, till exempel Gungan och Överraskningen, samt små incidenter vid hemliga kärleksmöten, till exempel Den stulna kyssen. I de flesta av Fragonards målningar, däribland ”Musiktävlingen”, ”Flörten” och ”Kärlekens framsteg”, gestaltar han kvinnor med nonchalanta uttryck, iförda eleganta klänningar samt omgivna av män och änglar, ofta i en grönskande miljö. Verken uttrycker lust, kärlek och kvinnornas känslomässiga makt över männen.
Fragonards främsta förebilder var 1600-talsmålare som Rembrandt och Rubens samt Boucher och Tiepolo. I de flesta av Bouchers målningar står kvinnan i centrum, precis som i åtskilliga av Fragonards bilder. Måhända blev Fragonard influerad av Bouchers sätt att måla och gestalta kvinnans position i förhållande till mannens. Fragonard är representerad vid bland annat Göteborgs konstmuseum.

## Utmärkelser
Asteroiden 8235 Fragonard är uppkallad efter honom.

## Verk i urval
- Gungan (1767)
- Läsande flicka (1770)
- Överraskningen (1771–1772)
- Den stulna kyssen (1787–1789)

## Bilder

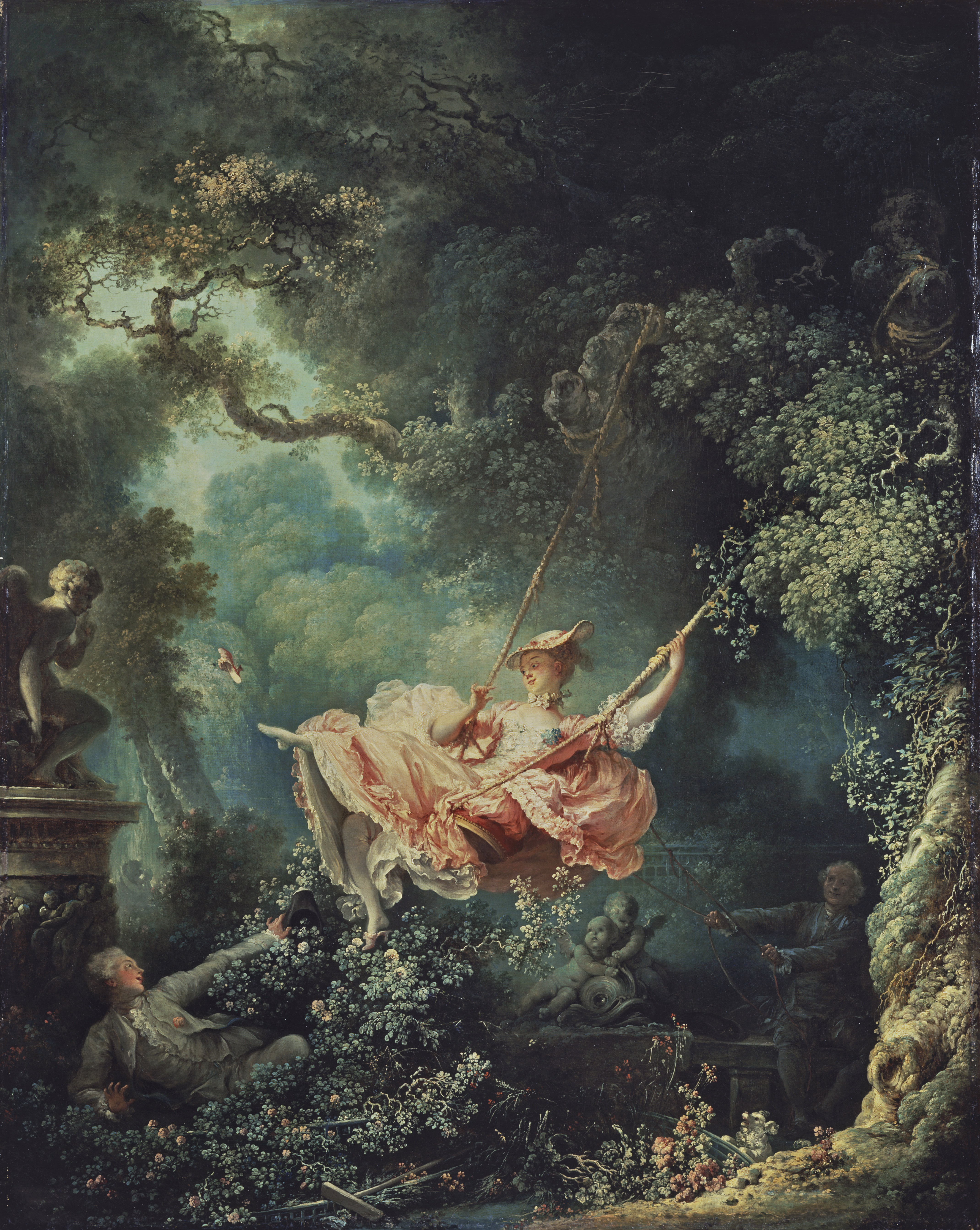
Jean-Honoré Fragonard – Gungan (1767). Wallace Collection, London.
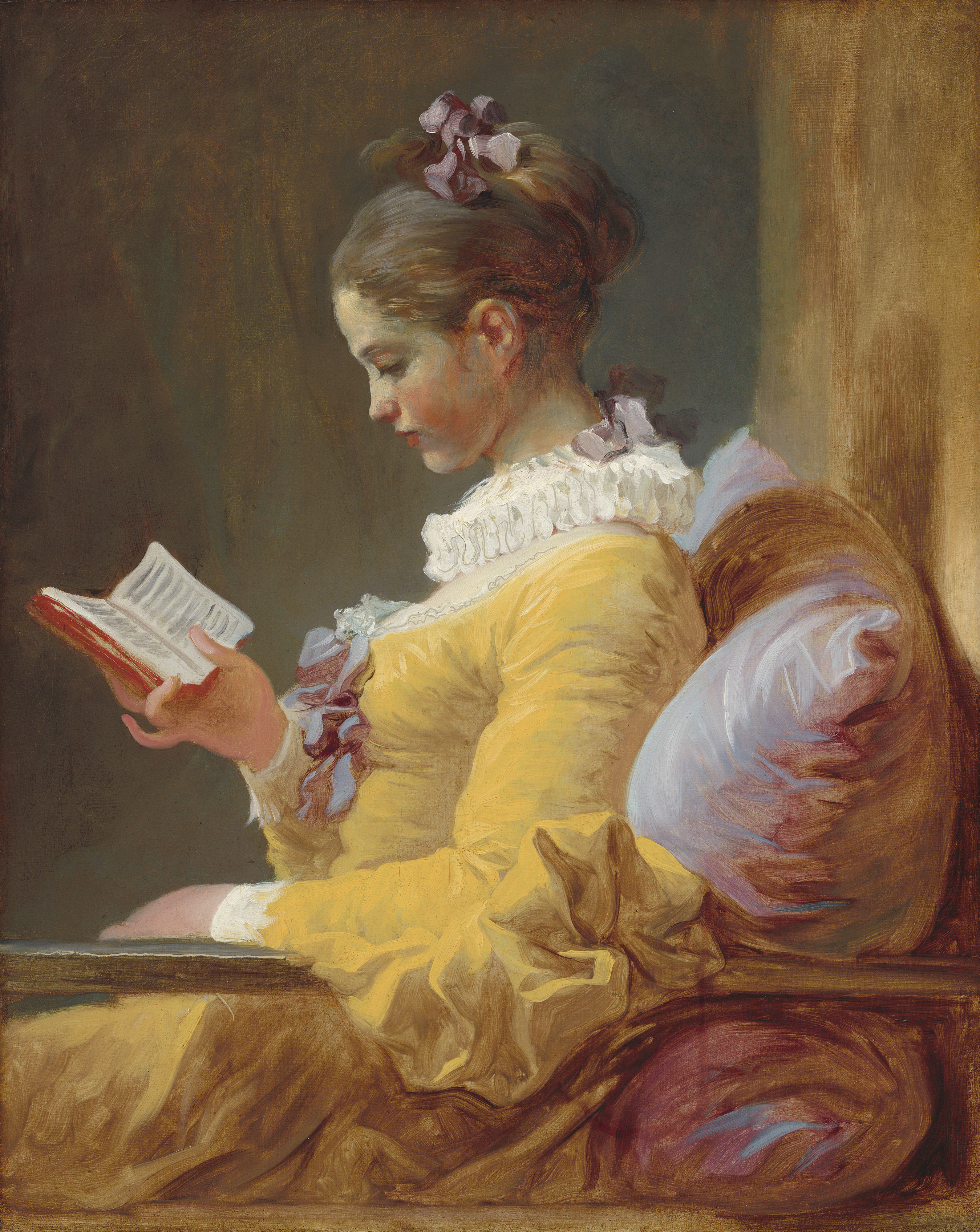
Jean-Honoré Fragonard – Läsande flicka (1770).
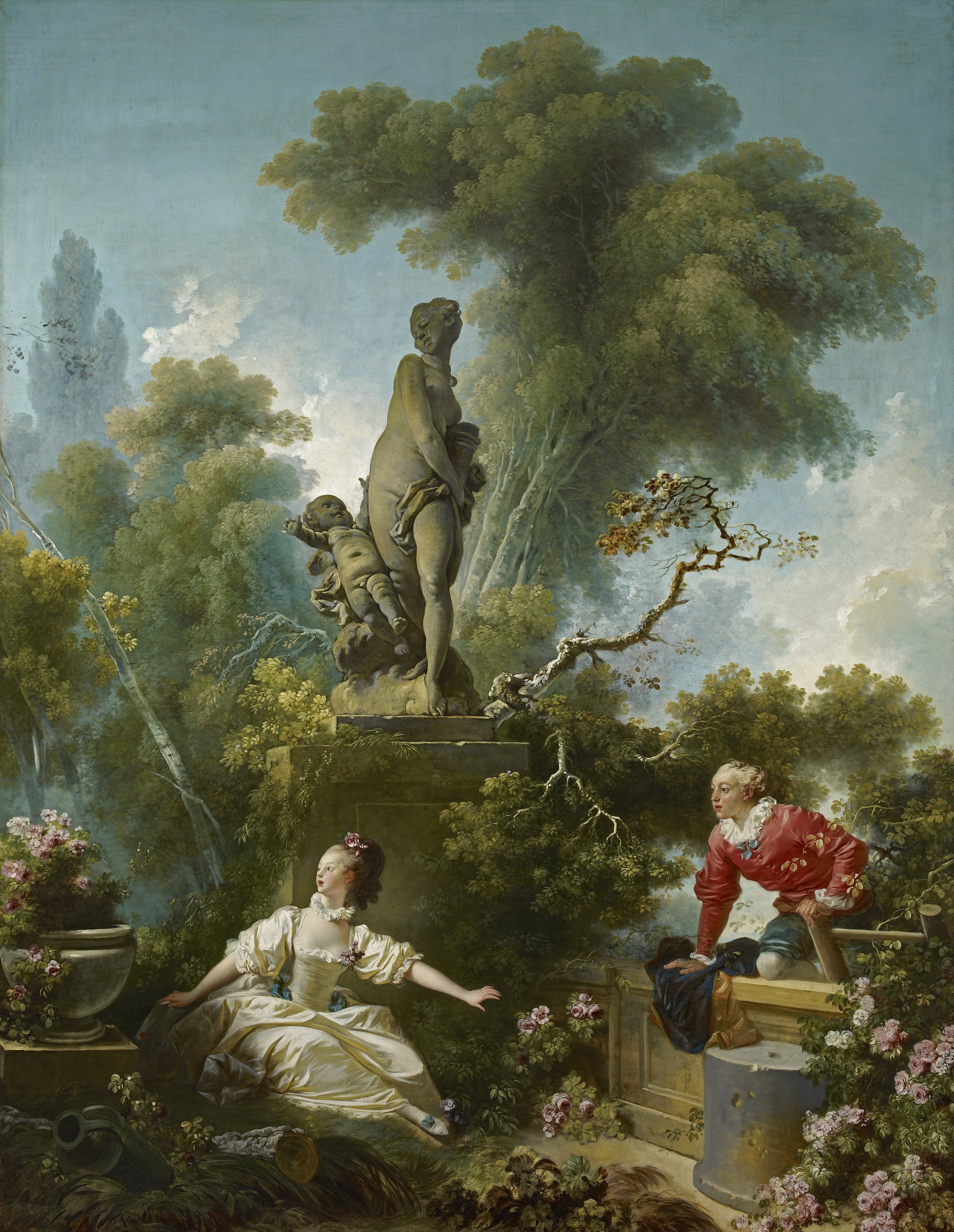
Överraskningen (1771–1772).
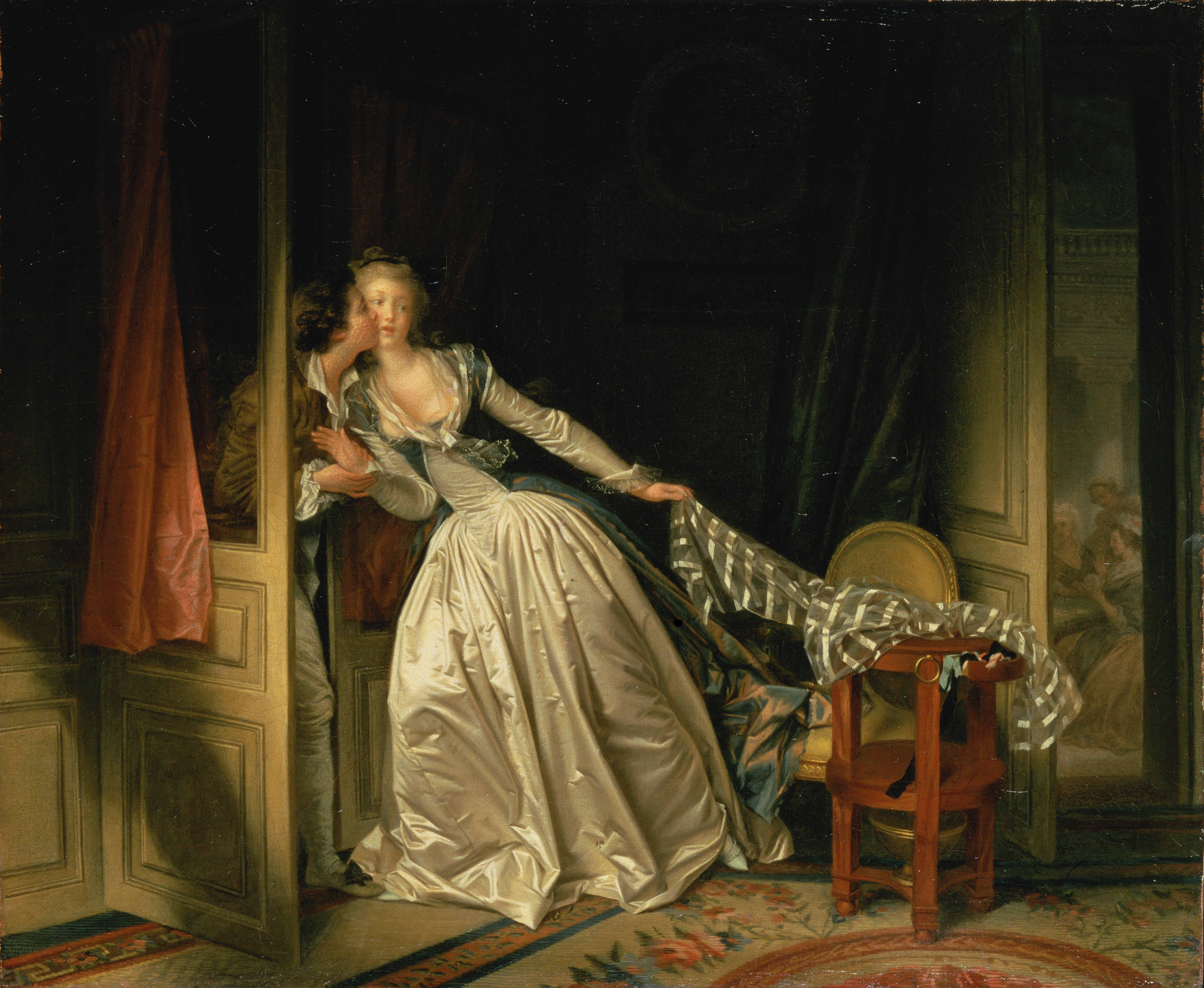
Jean-Honoré Fragonard – Den stulna kyssen (1787–1789). Eremitaget, S:t Petersburg.